# Denis Barnett
Sir Denis Hensley Fulton Barnett GCB CBE DFC (* 11. Februar 1906 in Neuseeland; † 31. Dezember 1992) war ein britischer Luftwaffenoffizier der Royal Air Force, der zuletzt im Range eines Generals (Air Chief Marshal) zwischen 1962 und 1964 Oberkommandierender der Luftstreitkräfte im Nahen Osten (RAF Near East Air Force) und in Personalunion Kommandeur der britischen Streitkräfte auf Zypern (British Forces Cyprus) sowie zusätzlich Leiter der Verwaltung der Militärbasen auf Zypern SBAA (Sovereign Base Areas Administration) war.

## Leben

### Pilotenausbildung und Zeit vor dem Zweiten Weltkrieg
Barnett begann nach der Schulausbildung ein Studium an der University of Cambridge und trat während dieser Zeit am 15. August 1927 in die Freiwilligenreserve der Luftwaffe RAFO (Royal Air Force Volunteer Reserve) ein und wurde in dieser am 15. August 1928 zum Leutnant (Pilot Officer) sowie am 15. Februar 1929 zum Oberleutnant (Flying Officer) befördert.
Nach Abschluss des Studiums mit einem Bachelor of Arts (B.A.) wurde er am 5. Oktober 1929 als Berufssoldat (Permanent Commission) in die RAF aufgenommen und zum Leutnant (Pilot Officer) befördert, wobei diese Beförderung auf den 5. Oktober 1928 zurückdatiert wurde. Zugleich fand er Verwendung als Pilot an der No. 5 Flying Training School RAF, ehe er am 4. März 1930 als Pilot zur No. 13 Squadron RAF wechselte und dort am 5. April 1930 seine Beförderung zum Oberleutnant (Flying Officer) erhielt. Im Anschluss absolvierte er einen Ausbilderlehrgang an der Central Flying School und wurde nach deren Abschluss am 17. April 1932 selbst Flugausbilder QFI (Qualified Flying Instructor) an der No. 5 Flying Training School RAF.
Danach wurde Barnett am 2. September 1932 Pilot und Ausbilder im fliegerischen Dienst in RAF Duxford, dort wurde sein Ausbilderstatus von A2 auf A1 erhöht. Am 1. Juni 1934 erfolgte seine Beförderung zum Hauptmann (Flight Lieutenant). 1935 absolvierte er ein postgraduales Studium in den USA, in dem er sich mit den Ausbildungsmethoden der US-Streitkräfte beschäftigte und das er mit einem Master of Arts (M.A.) beendete. Nach seiner Rückkehr nach Großbritannien war er ab dem 11. September 1935 Flugausbilder und Prüfungsoffizier an der Central Flying School und übernahm daraufhin am 15. März 1937 seinen ersten Befehlsposten, und zwar als Kommandeur (Commanding Officer) der Verbindungsflugtruppe im Irak.
Nach seiner Beförderung zum Major (Squadron Leader) am 1. Februar 1938 übernahm Sinclair am 14. April 1938 den Posten als Kommandeur der No. 84 Squadron RAF und war danach ab dem 21. November 1938 überplanmäßig als Offizier im No. 1 RAF Depot in RAF Uxbridge. Ende 1939 gehörte er zu einer Offiziersgruppe, die sich in Italien mit dem Ankauf italienischer Flugzeuge für die RAF beschäftigte.

### Zweiter Weltkrieg
Am Anfang des Zweiten Weltkrieges wurde Barnett bei Beginn der Luftschlacht um England am 3. Juni 1940 Kommandeur der auf der Basis RAF Wyton stationierten No. 40. Squadron RAF. Diese war anfangs mit leichten Bombern vom Typ Bristol Blenheim ausgerüstet, ehe ab November 1940 eine Ausstattung mit Vickers Wellington-Bombern erfolgte. Für seine fliegerischen Verdienste wurde ihm am 24. Dezember 1940 das Distinguished Flying Cross (DFC) verliehen. Am 7. April 1941 wurde er Offizier im Hauptquartier des Bomberkommandos (RAF Bomber Command) und übernahm ab Mai 1942 den Posten als Kommandeur der Basis RAF Swanton Morley. Aufgrund seiner militärischen Verdienste wurde er am 11. Juni 1942 im Kriegsbericht erwähnt (Mentioned in dispatches). Im Juni 1943 kehrte er in das Hauptquartier des Bomberkommandos zurück und war dort für einige Tage als Leiter der Operationsgruppe tätig. Bereits am 14. Juni 1943 wechselte er jedoch als Offizier in den Verwaltungsstab im Hauptquartier der für Nordeuropa zuständigen Taktischen Luftflotte TAF (Tactical Air Force). 
Danach wurde er 1944 stellvertretender Leiter der Abteilung Bomberoperationen im Luftwaffenstab und anschließend am 16. Januar 1945 als Deputy Senior Air Staff Officer (SASO) stellvertretender Chef des Stabes des Bomberkommandos. Am 1. Januar 1945 wurde er zwischenzeitlich Commander des Order of the British Empire (CBE). Am 25. Januar 1945 erfolgte dort seine Beförderung zum Oberstleutnant (Wing Commander), wobei diese auf den 1. Juni 1944 zurückdatiert wurde.

### Stabsoffizier in der Nachkriegszeit
Nach Ende des Zweiten Weltkrieges wurde Barnett am 11. Juni 1945 Leiter der Abteilung Bomberoperationen im Luftwaffenstab sowie im Anschluss nach seiner Beförderung zum Oberst (Group Captain) am 1. Oktober 1946 Stabsoffizier im Hauptquartier der Luftstreitkräfte AHQ (Air Headquarters) in Britisch-Indien. Nachdem er 1948 das Joint Services Staff College (JSCC) wurde er 1949 Kommandant der Zentralen Einrichtung des Bomberkommandos (Central Bomber Establishment). Zugleich wurde er am 26. April 1949 Aide-de-camp von König Georg VI.
Barnett wurde am 25. Oktober 1949 Leiter der Operationsabteilung im Luftfahrtministerium (Air Ministry) und wurde in dieser Verwendung am 1. Januar 1950 zum Air Commodore befördert. 1952 war er Absolvent des Imperial Defence College (IDC) in London.
Nach Abschluss des IDC wurde Barnett Vertreter der britischen Stabschefs im Hauptquartier des UN-Kommandos in Tokio, wo er am 1. Juli 1953 auch zum Generalmajor (Air Vice Marshal) befördert wurde. Als Nachfolger von Air Vice Marshal Harold Satterley übernahm er am 30. Juni 1954 den Posten als Kommandeur (Air Officer Commanding) der No. 205 Group RAF. 
Am 10. August 1954 wurde er zum Kommandeur des US-amerikanischen Legion of Merit ernannt. Er leitete ab Oktober 1955 die Verlegung des Hauptquartiers dieser in Ägypten stationierten Einheit nach Zypern ein. Am 2. Januar 1956 wurde er zudem auch Companion des Order of the Bath (CB). Nach der Übergabe des letzten Luftwaffenstützpunktes in Ägypten, RAF Abu Suwayr, an die ägyptischen Luftstreitkräfte am 14. April 1956 wurde die No. 205 Group RAF aufgelöst.
Daraufhin übernahm Barnett im April 1956 von Air Marshal Douglas Macfadyen den Posten als Kommandant des RAF Staff College Bracknell.

### Kommandeur der Luftstreitkräfte in der Suezkrise

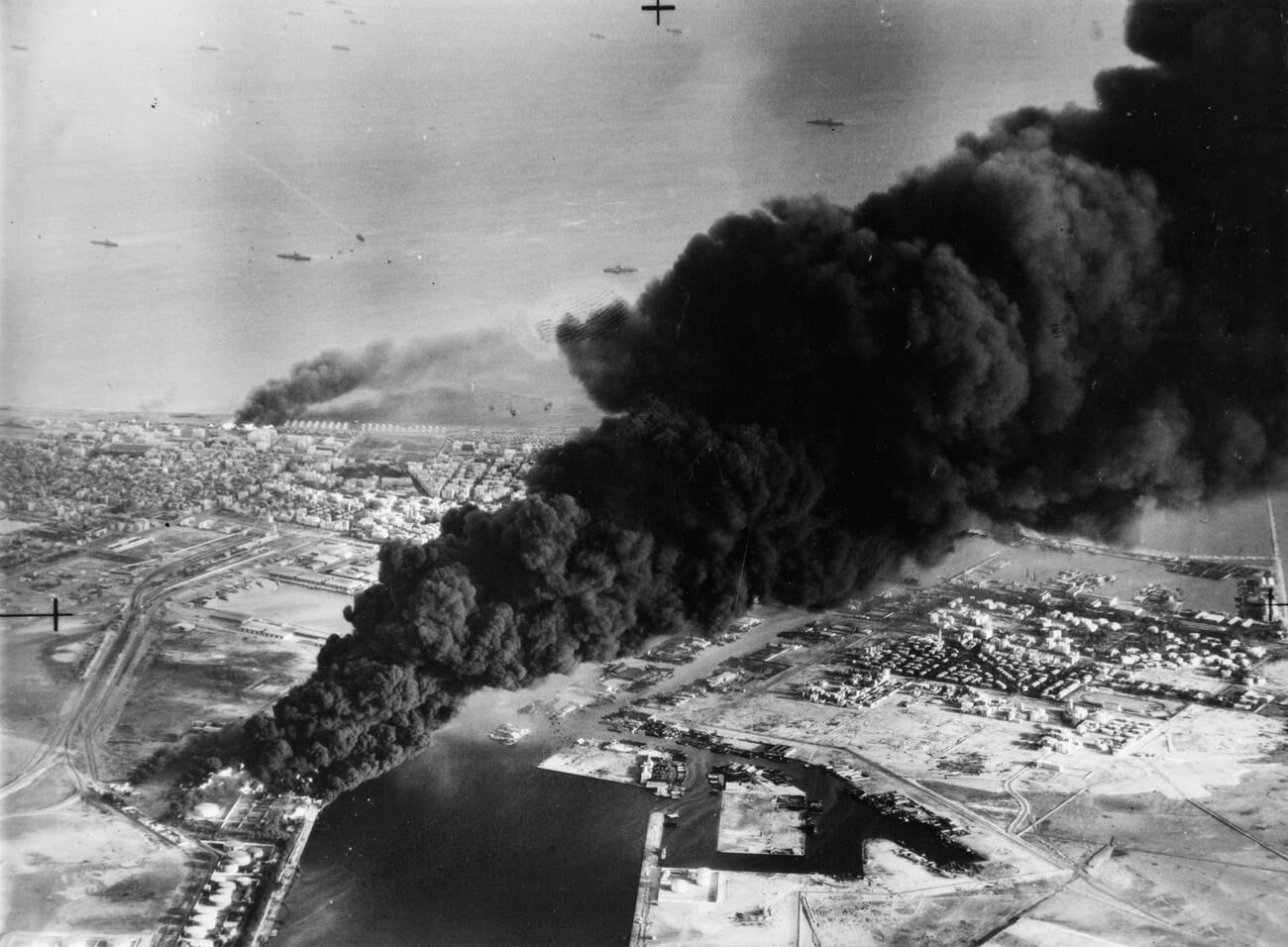
Brennende Öltanks in Port Said nach dem englisch-französischen Angriff während der Suezkrise am 5. November 1956

Nach der Verstaatlichung des Suezkanals am 29. Juli 1956 kam zu Spannungen zwischen Ägypten und Frankreich und Großbritannien sowie Israel, das von beiden Westmächten unterstützt wurde. Die Suezkrise führte an den Rand eines bewaffneten Konflikts, woraufhin Barnett Kommandeur der Lufteinsatzverbände der für einen Krieg mit Ägypten geplanten Operation Musketeer wurde. In seiner Funktion als Kommandant des RAF College Cranwell folgte daraufhin am 1. August 1956 Air Vice Marshal Roy Faville. Sein Stab bestand überwiegend aus Offizieren des Imperial Defence College, die frühzeitig mit der Vorbereitung dieser Operationsplanung befasst waren. 
Seine Wahl für die Position und die Ernennung eines Planungsstabes trennte die bestehende Kommandostruktur im Mittleren Osten. Die örtlichen Kommandeure der britischen Streitkräfte im Mittleren Osten, Air Marshal Hubert Patch als Oberkommandierender der dortigen Luftstreitkräfte MEAF (Middle East Air Force) sowie Air Vice Marshal William Crisham als Kommandeur des Luftwaffenhauptquartiers Levante (AHQ Levant), sahen diese Entscheidung kritisch. Andererseits verfügte Barnett über größere Kenntnisse bei Operationen und kannte aufgrund seiner vorherigen Verwendung über mehr Kenntnisse über die Situation in Ägypten als jeder andere General der RAF. Die ihm unterstellte Air Task Force war für die Bombardierung der ägyptischen Luftstützpunkte vorgesehen, um die notwendige Lufthoheit zu erobern.
Barnett gab daraufhin den Befehl, mit den Bombardierungen am 31. Oktober 1956 um 16:15 Uhr zu beginnen. Am 2. November 1956 meldete er, dass die ägyptischen Luftstreitkräfte keine effektiv kämpfende Luftwaffe mehr sei, was später vom Operationsforschungsreferat des Bomberkommandos bestätigt wurde.

### Aufstieg zum Air Chief Marshal
Nach Beendigung der Suezkrise wurde Barnett am 4. Februar 1957 erster Luftfahrtsekretär (Air Secretary) und damit Verantwortlicher für die Laufbahnplanung, Beförderungen und Ernennungen von Offizieren der RAF im Luftfahrtministerium. Am 13. Juni 1957 wurde er zum Knight Commander des Order of the Bath (KCB) geschlagen und führte fortan den Namenszusatz „Sir“. Am 15. April 1958 wurde ihm sowohl die Würde als Kommandeur der französischen Ehrenlegion als auch das Croix de guerre verliehen. Auf dem Posten des Air Secretary verblieb er bis zu seiner Ablösung durch Air Chief Marshal Theodore McEvoy am 1. Mai 1959.
Barnett selbst wurde daraufhin am 16. Mai 1959 als Nachfolger von Air Marshal Andrew McKee Kommandierender General (Air Officer Commanding in Chief) des Transportkommandos (RAF Transport Command). In dieser Verwendung wurde er knapp sechs Wochen später am 1. Juli 1959 auch zum Generalleutnant (Air Marshal) befördert. Am 30. April 1962 folgte ihm Air Marshal Edmund Hudleston als Kommandierender General des Transportkommandos.
Zuletzt wurde Barnett am 1. Juli 1962 zum General (Air Chief Marshal) befördert und übernahm daraufhin am 16. Juli 1962 von Air Chief Marshal William MacDonald Oberkommandierender der Luftstreitkräfte im Nahen Osten (RAF Near East Air Force). Er war in Personalunion Kommandeur der britischen Streitkräfte auf Zypern (British Forces Cyprus) sowie zusätzlich Leiter der Verwaltung der Militärbasen auf Zypern SBAA (Sovereign Base Areas Administration). Am 13. Juni 1964 wurde er zum Knight Grand Cross des Order of the Bath (GCB) erhoben. In diesen Verwendungen folgte ihm am 25. September 1964 Air Vice Marshal Thomas Prickett, der während der Operation Musketeer in der Suezkrise als sein Chef des Stabes fungierte. Am 27. November 1964 schied er aus dem aktiven Militärdienst aus.
1965 wurde Barnett Mitglied der Atomenergiebehörde UKAEA (United Kingdom Atomic Energy Authority) und war in dieser bis 1972 für Kernwaffenforschung und -Entwicklung verantwortlich.